# Deweese
Deweese es una villa ubicada en el condado de Clay, en el estado estadounidense de Nebraska.

## Geografía
Deweese se encuentra ubicada en las coordenadas 40°21′17″N 98°8′21″O / 40.35472, -98.13917. Según la Oficina del Censo de los Estados Unidos, tiene una superficie de 0,33 km², toda ella correspondiente a tierra firme.

## Demografía
Según el censo de 2010, Deweese estaba habitada por 67 personas, todas ellas de raza blanca, y su densidad de población era de 205,31 hab/km².